# Umowa forfaitingu
Umowa forfaitingu (franc. Forfaitage, niem. Forfaitierung) – umowa pośrednictwa w obrocie gospodarczym. Jej charakter na gruncie polskiego systemu prawa najpełniej obrazuje konstrukcja prawna polegająca na bezregresowym wykupie przez forfaitera, najczęściej jest nim bank lub wyspecjalizowana instytucja, wierzytelności terminowych, powstałych wskutek realizacji kontraktu.

## Forfaiting
Forfaiting najczęściej wykorzystywany jest przy operacjach zagranicznych i jest formą bezgotówkowej zapłaty w rozliczeniach zagranicznych. Operacje takie są dosyć kosztowne w porównaniu z operacjami wekslowo-kredytowymi. Instytucja przeprowadzająca forfaiting liczy odsetki według wyższej niż nominalna stopy procentowej stąd nierzadko forfaitingiem zajmują się banki.
Przykład transakcji forfaitingowej może przebiegać następująco: bank importera poręcza weksel (awal) importerowi, który przekazuje go eksporterowi jako formę zapłaty. Eksporter nie chcąc czekać do dnia wykupu weksla, odstępuje taki weksel instytucji forfaitingowej, która natychmiast wypłaca środki eksporterowi. Wykup weksla następuje w terminie płatności wskazanym na wekslu za pośrednictwem banku importera, od którego wykupuje weksel sam importer.
Strony operacji forfaitingowej to forfaiter (nabywca wierzytelności, instytucja forfaitingowa), forfetysta (zbywający wierzytelności, eksporter), oraz dłużnik forfaitingowy (kontrahent, który płaci wekslem, importer).
Korzyści wynikające z forfaitingu:
- gwarantuje natychmiastowe uzyskanie środków przez eksportera, po złożeniu weksla w instytucji forfaitingowej,
- dla importera wygodny sposób zapłaty wekslem, zaakceptowany przez eksportera, poprawia płynność finansową firmy,
- łatwy sposób finansowania i brak konieczności załatwiania skomplikowanych procedur, który stoi po stronie instytucji forfaitingowej,
- eliminacja ryzyka (stóp procentowych, handlowego) po stronie eksportera w związku z wykupem przez forfaitera.

## Charakter i strony umowy
Umowa forfaitingu zaliczana jest do umów terminowych, kauzalnych, wzajemnych i konsensualnych, cechuje ją także odpłatność. Umowa forfaitingu pomimo cech charakterystycznych dla cesji wierzytelności należy do umów nienazwanych, niemniej jednak stanowisko doktryny skłania się ku traktowaniu umowy forfatingu jako umowy sprzedaży wierzytelności (patrz: NSA/Ka 1487/94).
Stronami umowy forfaitingu są:
- sprzedawca - podmiot prowadzący działalność gospodarczą w celach zarobkowych, który dokonuje na rzecz forfaitera przelewu wierzytelności przyszłych przysługujących mu z tytułu umowy pomiędzy nim a nabywcą. Należy podkreślić, iż podmiot będący, w związku z podstawowym stosunkiem zobowiązaniowym nabywcą, nie będąc stroną umowy forfaitingu, staje się dłużnikiem forfaitera. Sprzedawca jako strona umowy przenosi prawa do wierzytelności na forfaitera, a także przekazuje dokumenty związane z prawem do przedmiotowej wierzytelności,
- forfaiter - podmiot nabywający w drodze cesji udokumentowaną wierzytelność pieniężną. Jako strona umowy forfaitingu jest on zobowiązany do zapłaty ustalonej w umowie ceny, pomniejszonej o wysokość należnej mu prowizji.

Jako przedmiot umowy forfaitingu w obrocie najczęściej występuje udokumentowana wierzytelność pieniężna wynikająca na przykład z umowy sprzedaży, jednak spotyka się także cesję wierzytelności objętych akredytywą czy inkorporowanych w wekslu.
Umowa forfaitingu może być zawarta w dowolnej formie, nawet dorozumianej, jednak najczęściej ze względu na pewność obrotu, strony zawierają ją w formie pisemnej.
W związku z brakiem odrębnych regulacji strony umowy forfaitingu ponoszą odpowiedzialność na zasadach ogólnych, a więc znajdą tu zastosowanie przepisy regulujące odpowiedzialność kontraktową oraz deliktową.